# Stado Tarbes Pyrénées Rugby
El Stado Tarbes Pyrénées Rugby es un club de francés de rugby con sede en Tarbes. Ganador de la copa de la esperanza de 1919, y doble  campeón de Francia en la temporada 1919-1920 y 1972-1973.

## Historia

### Creación del Stadoceste Tarbais
El Stadoceste tarbais se fundó en enero de 1902 tras la fusión de dos clubes de la ciudad, el "Stade tarbais" (fundado el 4 de octubre de 1901), donde se jugaba al rugby, y el "Ceste", que se dedicaba al boxeo y la esgrima. El primer nombre del club era "Stade Ceste" y fue como resultado de un error de pronunciación de un soldado del regimiento de húsares estacionado en Tarbes, de ahí apareció el extraño y singular nombre "Stadoceste".
Durante muchos años Tarbes fue un lugar famoso por la industria de armas lo que dio lugar a que muchos burgueses adinerados fueran a vivir allí, entre ellos, Jules Soulé, que llegó a Tarbes en 1907, y fue presidente hasta su muerte en 1945 a la edad de 65 años.

### Primeros éxitos
Durante la década de 1910 a 1920 el Stadoceste empezó a acosechar resultados signiticativos como en la temporada 1909-1910 en la que Tarbes jugó su primera semifinal del campeonato de liga donde perdieron 16-3 contra el Stade Bordeaux. En 1911, volvieron a alcanzar las semifinales, pero perdieron contra el 
Sporting Club Universitaire de France en Tarbes.
En 1914, fueron finalistas en el campeonato de Francia contra USAP con el que perdieron por 8-6.
En 1919, ganó la última edición de la Copa de la esperanza contra Bayona por 4-3, una competición que se jugó con jóvenes ya que los jugadores habituales habían ido a la guerra.
En 1920, llega el primer campeonato de liga al vencer en la final al Racing Club por el marcador de 8-3

### Vuelta a la cima
Después de la pérdida de categoría en 1942, Tarbes vuelve a la máxima categoría del rugby francés en 1948 al vencer a Narbonne.
En 1951, el club alcanza final de dos competiciones. Las final del Campeonato de Francia, perdida 14-12 ante el Carmaux, y la de la Copa de Francia, donde fallan 6 a 3 ante sus vecinos de Lourdes.
En la década de los 60, Tarbes se asomó a las semifinales del campeonato francés un par de veces hacoiendolo en 1964 y 1968 donde perdió ante Beziers y Lourdes respectivamente.
En 1973 después de más de cincuenta años de sequía Tarbes vuelve a levantar el título de campeón de Francia al vencer a Dax por 31-16.
En el campeonato de 1988, el Stado llega a la final, pero falla ante Agen (9-3). Este es hasta hoy mayor éxito.

### Fusión con el CA Lannemezan
En la década de los 90, y con la llegada del profesionalismo al rugby, Tarbes pierde su estatus y deja de formar parte de la élite del rugby francés perdiendo la categoría hasta National 1 (actual Federal 1). 
Ante la falta de recursos, y a instancias del Consejo General de Hautes-Pyrénées que, para no dispersar sus recursos, desea que se constituya un solo gran club en Bigorre, Se lleva a cabo la creación de un club departamental que reúna las fuerzas de dos o más clubes de la zona. El proyecto se aceleró cuando CA Lannemezan ingresó a Pro D2 en el año 2000 debido a su falta de recursos propios. Aunque en un principio ninguno de los dos clubes estaba a favor de la fusión por miedo a perder su identidad, el consejo general de Hautes-Pyrénées consiguió convencer al presidente de CAL, Jacques Tarrène, de que con los recursos y población de Lannemezan (6.000 habitantes), nunca podría aspirar a grandes éxitos. 
El problema de la camiseta se resolvió rápidamente, ya que ambos equipos jugaban en rojo y blanco. Los partidos se disputaron alternativamente en Tarbes y Lannemezan, pero los problemas estructurales acabaron rápidamente con esta alternancia para favorecer el estadio Trélut de Tarbes.
A pesar de la buena afluencia de público (alrededor de 4.000 espectadores de media), el CAL se siente marginado, como lo demuestra el nombre del club de 2002, TPR (Tarbes Pyrénées rugby). Es por eso que en 2003, los Lannemezanais abandonaron el TPR y recrearon el primer equipo de CA Lannemezan que regresó a Federal 3.

### Stado Tarbes Pyrénées rugby
En rueda de prensa celebrada el 10 de julio de 2017, se dio a conocer la nueva identidad del club: ahora lleva el nombre de rugby Stado Tarbes Pyrénées, en referencia al nombre histórico del club, Stadoceste Tarbais

## Palmarés
- Top 14 (2): 1919-20, 1972-73
- Segunda División (1): 1947-48
- Copa de la Esperanza (1): 1919
- Subcampeón Top 14 (3): 1913-14, 1950-51, 1987-88